# Cephalotes atratus
Cephalotes atratus (L. 1758) è una formica della sottofamiglia Myrmicinae.
Solitamente il loro colore è nero ma quando sono infettate dal parassita Myrmeconema neotropicum il loro addome diventa rosso acceso e attira gli uccelli predatori di bacche. Le formiche infestate adeguano il comportamento alle finalità del parassita, allontanandosi dalla colonia e perdendo la mimetizzazione ottengono di essere predate e di far tornare il parassita nell'apparato digerente degli uccelli che a loro volta disperderanno le feci in un'area maggiore.